# Verano, Mexiko
Verano är en ort i Mexiko.   Den ligger i kommunen Tonalá och delstaten Chiapas, i den sydöstra delen av landet, 700 km sydost om huvudstaden Mexico City. Verano ligger 10 meter över havet och antalet invånare är 173.
Terrängen runt Verano är mycket platt. En vik av havet är nära Verano västerut. Runt Verano är det ganska glesbefolkat, med 50 invånare per kvadratkilometer. Närmaste större samhälle är Tonalá, 10,9 km nordost om Verano. Omgivningarna runt Verano är en mosaik av jordbruksmark och naturlig växtlighet.